# Vic Lindquist
Carl Victor Lindquist, detto Vic (Gold Rock, 22 marzo 1908 – Winnipeg, 30 novembre 1983), è stato un hockeista su ghiaccio canadese.
Ha vinto la medaglia d'oro olimpica nell'hockey su ghiaccio con la nazionale maschile canadese alle Olimpiadi invernali di Lake Placid 1932.
Nel 1997 è stato inserito nella IIHF Hall of Fame.